# Günther Huber
Günther Huber (ur. 28 października 1965 w Brunico) – włoski bobsleista (pilot boba), mistrz olimpijski z Nagano.
W igrzyskach brał udział czterokrotnie. Debiutował w 1992, ostatni raz startował w 2002. Pierwszy medal olimpijski, brązowy, wywalczył w 1994. Później zaczął startować w parze z Antonio Tartaglią. W 1998 podzielili tytuł mistrzów olimpijskich z kanadyjską dwójką Lueders-MacEachern. Dwukrotnie stawał na podium mistrzostw świata.
Olimpijczykami byli także jego trzej bracia: Arnold, Norbert i Wilfried.